# Sadova (Dolj)
Sadova è un comune della Romania di 8492 abitanti, ubicato nel distretto di Dolj, nella regione storica dell'Oltenia.
Il comune è formato dall'unione di 2 villaggi: Piscu Sadovei e Sadova.